# 彼得·德·羅馬
彼得·德·羅馬（法語：Peter de Rome，1924年6月28日—2014年6月21日）是一位男同性戀色情片導演、編劇、攝影師，出生於法國昂蒂布的朱安雷賓，在英國長大，並於1997年成為美國公民。
1960年代，彼得在美國仍將同性戀視為違法行為的時期，就已經開始了自己的男色作品拍攝生涯。並有著「男同性戀色情片之父」的稱號。

## 自我評價
彼得·德·羅馬曾說過：
|  | 我很高興別人把我稱作男同性戀色情片之父。每個人都想成為偉大的人，不知道你是不是這樣？總之我就是這樣的人，這個稱呼讓我感覺自己是一個男同性戀色情片界的先鋒者。 |

## 作品
- New Orleans (1964)
- Shower (1965)
- The Fire Island Story (1965)
- Scopo (1966)
- Boogaloo (1966)
- Double Exposure (1969)
- Encounter (1970)
- Green Thoughts (1970)
- The Second Coming (1970)
- In Camera (1977)
- Brown Study (1979)
- Help Wanted (1971)
- Moulage (1971)
- Mumbo Jumbo (1971)
- Prometheus (1972)
- Daydreams from a Crosstown Bus (1972)
- Underground (1972)
- Kensington Gorey (1973/2013)
- The Box (1974)
- Badedas (1976)
- Marathon (1979)

### 故事片
- 彼得·德·羅馬的男同性戀色情片（The Erotic Films of Peter De Rome）(1973)[4]
- 亞當和伊夫（英语：Adam & Yves）(1974)
- 毀滅天使（The Destroying Angel）(1976)

### 紀錄片
- 片段：彼得·德·羅馬未完成的男同性戀色情片（Fragments: The Incomplete Films of Peter de Rome）(2011)[5]
- 彼得·德·羅馬：男同性戀色情片之父（Peter de Rome: Grandfather of Gay Porn）(2013)[3]